# トリプルランド D
トリプルランド Dは、1994年11月に大同(現:ビスティ)が発売した、ユニークな形の電チューとカラフルな7セグ表示が特徴的なパチンコ機のシリーズ名。
トリプルランド Dの1機種がある。

## 概要
デジタル搭載の一般電役タイプ。大当たり中は、連動するアタッカーへの入賞を繰り返し、出玉を獲得していくゲーム性である。

メインデジタルはVFDを使って発光する、シンプルかつ見栄えのするデジタル表示となっている。停止順は左→右→中の順である。

一度の大当たりで獲得できる出玉は最大で3500個ほどだが、少ない時は2000個程度で終わることもあり、出玉の波は荒い機種となっている。

大当たり判定方式は、チャッカー入賞時の一発判定方式を採用している。0〜186の乱数カウンターのうち「3」に当選すれば大当たりとなる。

本機のチャッカーはスルー式チャッカーになっている。盤面中央から入った玉は、右下の穴から出てくるが、（IN）に入賞しないと払い戻しはない。

賞球数はALL15となっており、釘調整次第で出玉率に大きく影響が出るので、台のクセを見極めることも重要とされていた。

## スペック
- トリプルランド D[1]
  - 賞球数 ALL15
  - 大当たり確率 1/187

## 図柄
- 0
- 1
- 2
- 3
- 4
- 5
- 6
- 7
- 8
- 9
- H
- L
- F

## 演出
ゲーム性
盤面中央のワープゾーン（START）通過でデジタルが回転し、図柄のいずれかが揃えば大当たりとなり、左肩の電チューが5.8秒間または5個入賞まで開放する。
左肩の電チュー入賞後にミニデジタルが回転し、揃えば中央真ん中（中段）のアタッカーが開放される。ミニデジタルの保留は最大4個貯めることができる。
中段のアタッカー入賞後に上段→下段→上段→下段…と連動してアタッカーが開放される。上段･中段のアタッカーは1個入賞で閉じるが、下段のアタッカーは5.8秒間開放される仕様である。
1回ミニデジタルが揃うごとに3つのアタッカーは合計で14回開放される。ミニデジタルの保留分、同じ動作が繰り返されるので1度の大当たりでトリプルアタッカーは最大70回開放される。
大当たり中でもチャッカーに入賞すると、メインデジタルは変動し続ける。この時に再度メインデジタルが揃うと左肩の電チューが再度開放され、入賞させるとミニデジタルの保留を再度貯めることができる。

リーチアクション
主に発生するリーチアクションは2種類である。リーチになると色が変わるカラフルリーチ機能を搭載している。
- ノーマルリーチ

左右テンパイでデジタルが緑からオレンジに変化。中デジタルは早めのコマ送りで進行していく。
- フラッシュリーチ

リーチ直後に全デジタルが点滅する。中デジタルもフラッシュしながら早めのコマ送りで進んでいく。
ノーマルリーチでスタート後、途中からフラッシュリーチに変化するパターンも存在する。